# Flash Forward (1996)
Flash Forward é uma série norte-americana do canal Disney Channel produzida no Canadá para pré-adolescentes e adolescentes. A série fala sobre a vida de dois melhores amigos e vizinhos desde que nasceram, Tucker e Rebecca, e suas respectivas aventuras na oitava série. A série foi produzida pela Atlantic Films em associação com o Disney Channel (Buena Vista International, Inc.). Flash Forward foi a primeira série do Disney Channel. A série foi ao ar pela primeira vez como uma prévia de exibição limitada de 4 episódios no Disney Channel de 14 de dezembro de 1995 a 6 de janeiro de 1996.

## Elenco
- Tucker "Tuck" James (Ben Foster)
- Rebecca "Becca" Fisher (Jewel Staite)
- Miles Vaughn (Theodore Borders)
- Christine "Chris" Harrison (Asia Vieira)
- Horace James (Ricky Mabe)
- Ellen Fisher (Rachel Blanchard [ep. 1-4] e Robin Brûlé [resto da série])